# برلمان نافارا
برلمان نافارا (بالإنجليزية: Parliament of Navarre)‏ هو الهيئة التشريعية في منطقة نافارا، الذي تأسس في 1982، ويتكون من 50 مقعداً، يقع المقر الرئيسي له في Parliament of Navarre building ‏.

## المهام
يتم تنظيم وظائف البرلمان من خلال "القانون الأساسي بشأن إعادة دمج وتحسين نظام الحكم الذاتي في نافارا" ، المعروف أيضًا باسم LORAFNA). وتشمل هذه المهام تمثيل شعب نافار، والموافقة على القوانين والموازنة العامة وانتخاب الرئيس والسيطرة عليه، كما هو الحال في أي نظام برلماني آخر.